# Ключи (Еманжелинский район)
Ключи́ — посёлок в Еманжелинском районе Челябинской области. Входит в состав Красногорского городского поселения.

## География
Ближайший населённый пункт — посёлок Таянды.

## Население
| 2002 | 2010 | 2011 | 2012 | 2013 | 2014 | 2015 |
| ---- | ---- | ---- | ---- | ---- | ---- | ---- |
| 403  | ↘360 | ↘359 | ↘353 | ↗357 | ↘349 | ↘348 |
| 2016 | 2017 | 2018 | 2019 | 2020 | 2021 |      |
| ↘345 | ↘339 | ↘327 | ↘320 | ↗323 | ↘316 |      |

По данным Всероссийской переписи, в 2010 году численность населения посёлка составляла 360 человек (162 мужчины и 198 женщин).

## Улицы
Уличная сеть посёлка состоит из 10 улиц.